# Pietro Vecchio
Pietro Vecchio (* 8. Januar 1982 in Offenburg) ist ein mehrfacher deutscher Kickbox-Weltmeister in der Gewichtsklasse bis 83 kg in der World Kickboxing and Karate Union.

## Leben
Im Jahr 2004 begann Pietro Vecchio mit dem Thai-Boxen und dem Kickboxen. Daneben trainierte er noch im Fitnessstudio. Bodybuilding war seine große Leidenschaft. Als er sich zwischen den beiden Sportarten entscheiden musste, entschied er sich für den Kampfsport. Im Jahr 2005 hatte er seinen ersten Kampf im Vollkontakt-Kickboxen. Von Beruf ist er Polizist, weswegen er zwischen 2009 und 2011 vom aktiven Wettkampf pausieren musste. Inzwischen lebt er in München und trainiert im Steko's Gym. Seine Trainer sind Mladen Steko, Pavlica Steko und Zvonko Josipovic. Im Jahr 2011 wurde er in Karlsruhe das erste Mal Amateur-Weltmeister im Kickboxen (WKA). Seit 2013 ist er Profi-Weltmeister im Weltverband der WKU. Seine Weltmeisterschaftskämpfe werden im Rahmen der Steko’s Fight Night ausgetragen. Durch die Übertragungen von Sat.1 und ran wird ein großes Publikum erreicht.

## Profikämpfe
- WKU Weltmeister 2019
- WKU Weltmeister 2016[6]
- WKU Weltmeister 2015
- WKU Weltmeister 2014
- WKU Weltmeister 2013
- ISKA / WKU Europameister 2013[7]
- Deutscher Meister der Profis 2012
- Deutscher Meister PRO AM 2012

## Amateur Meisterschaften
- WKA Vizeweltmeister 2007
- WKA Vizeweltmeister 2008
- WKA Deutscher Meister 2007
- WKA Deutscher Meister 2008
- WKA Weltmeister 2011
- WKA Internationaler Deutscher Meister 2007
- WKA Internationaler Deutscher Meister 2011
- WKA Internationaler Deutscher Meister 2012

## Bilder

Bilder von Pietro Vecchio
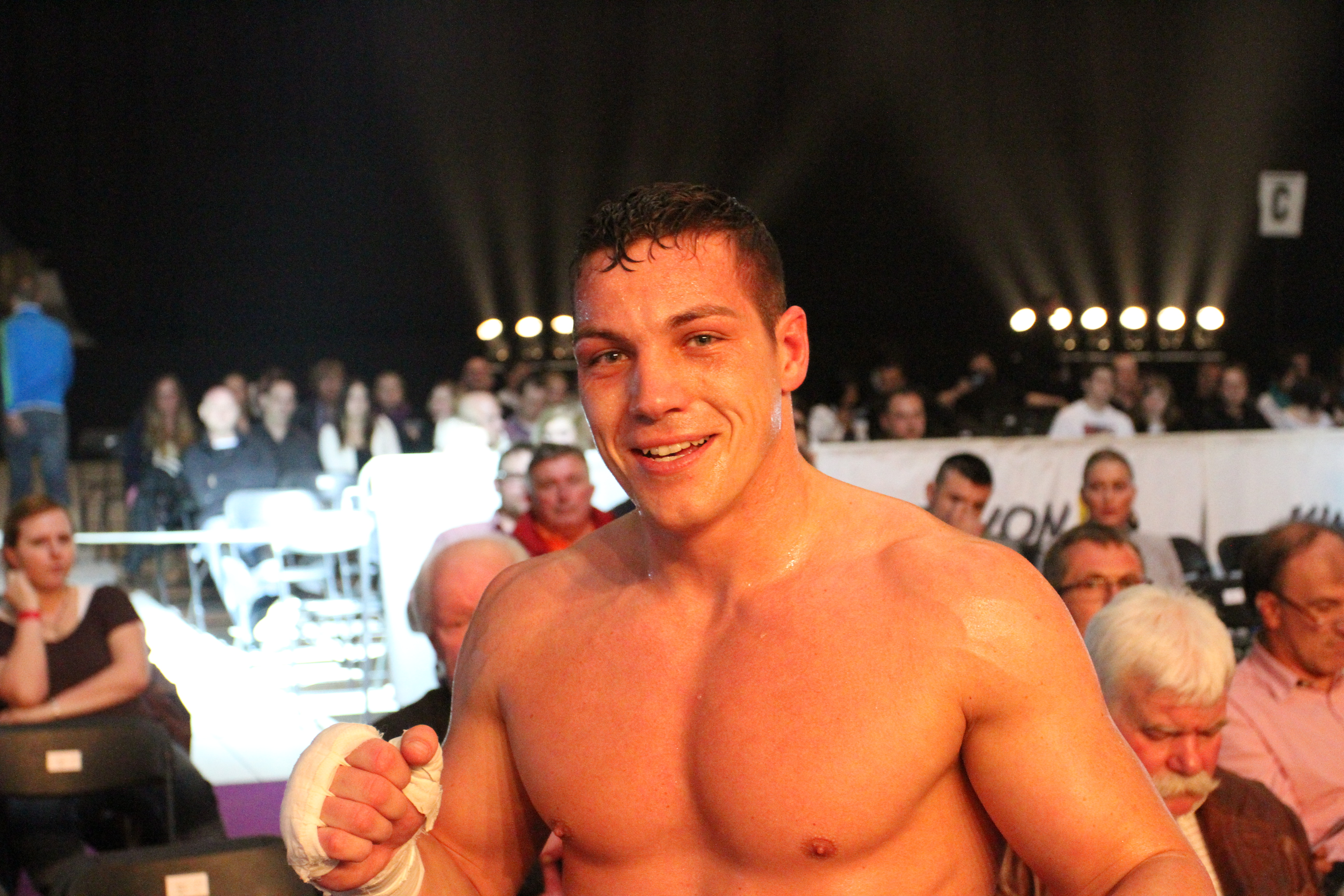
2012 in München
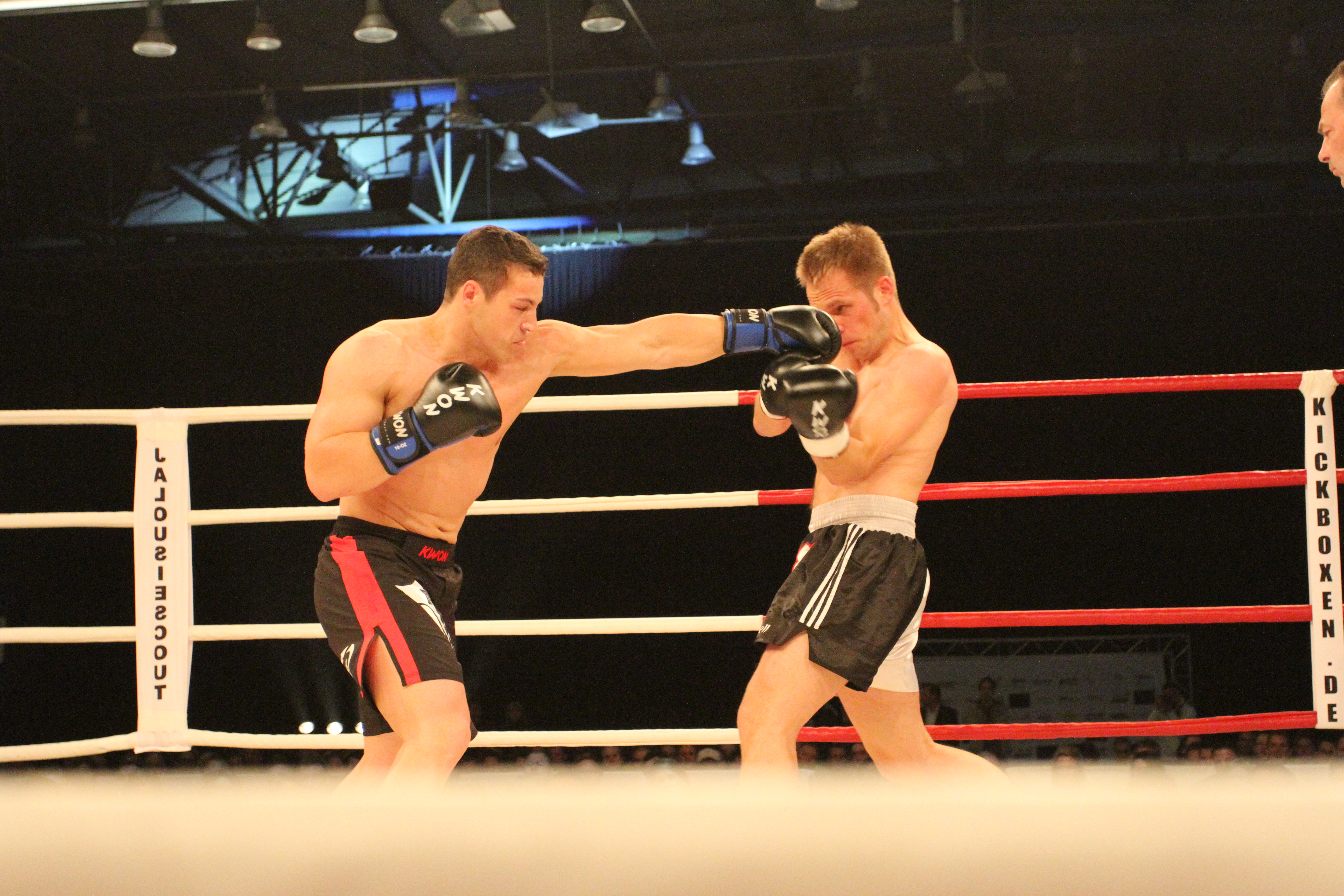
Vecchio vs. Maik Schneider 2012 in München
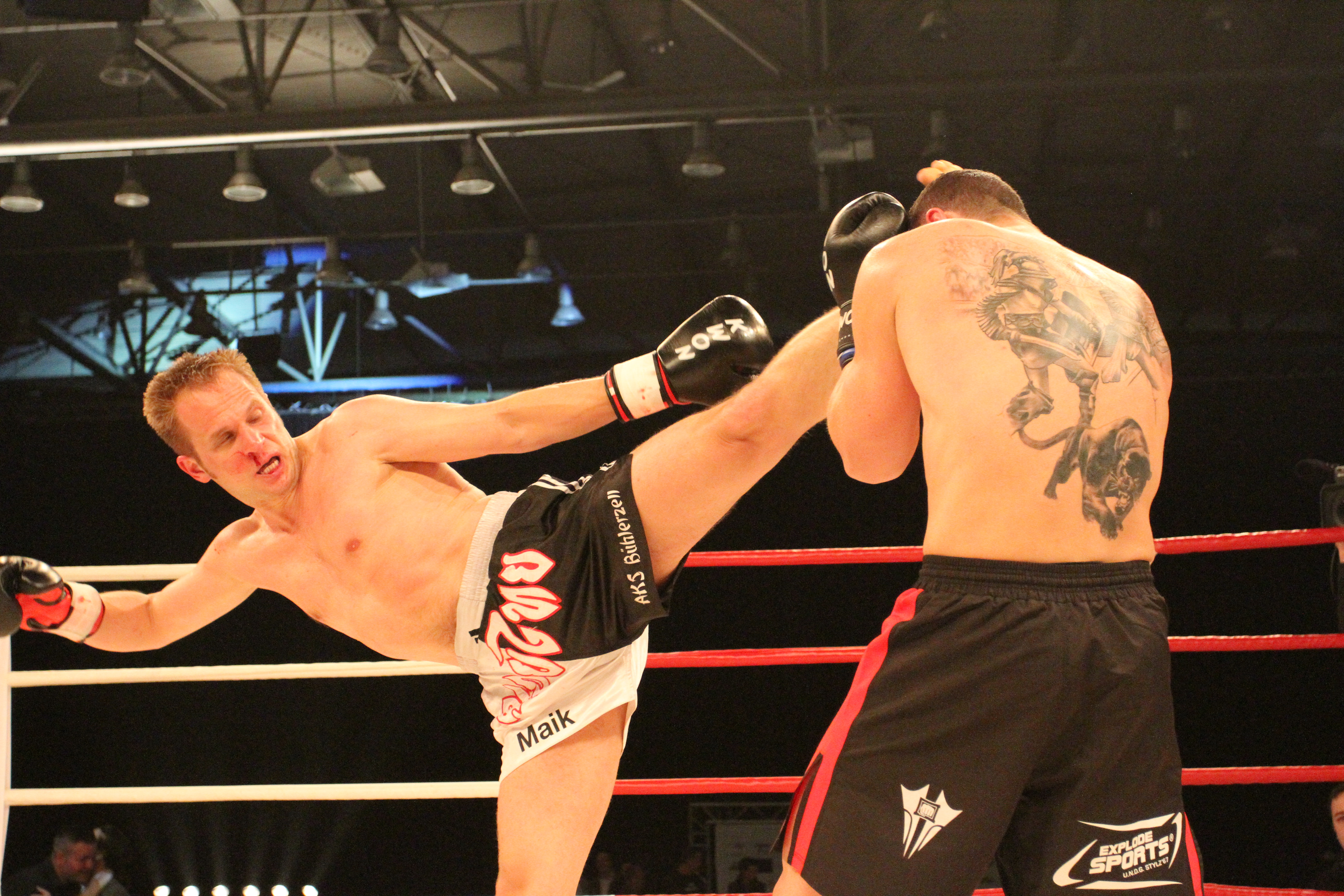
Vecchio vs. Maik Schneider 2012 in München
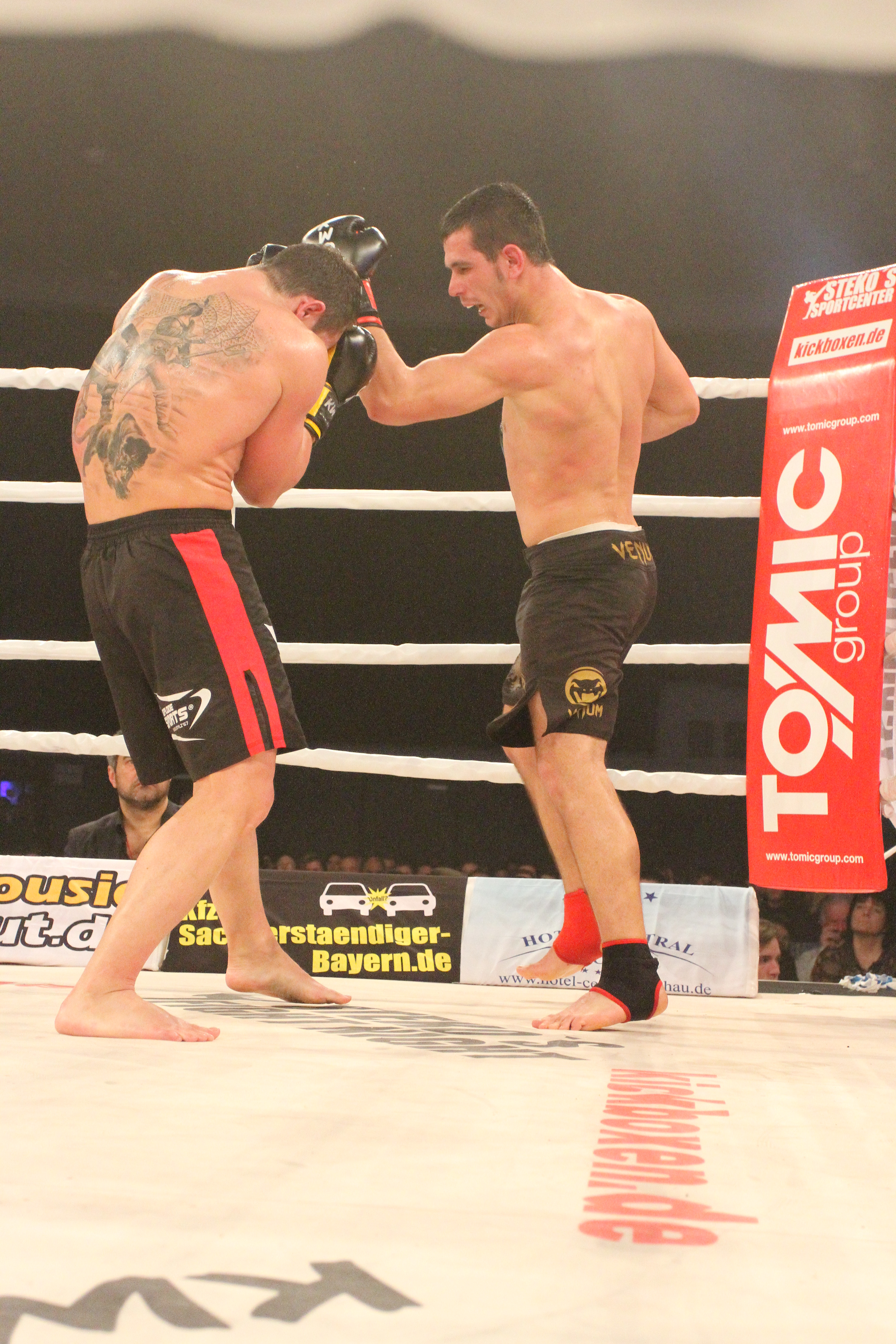
WKU EM Vecchio vs. Kadri Murseli 2013
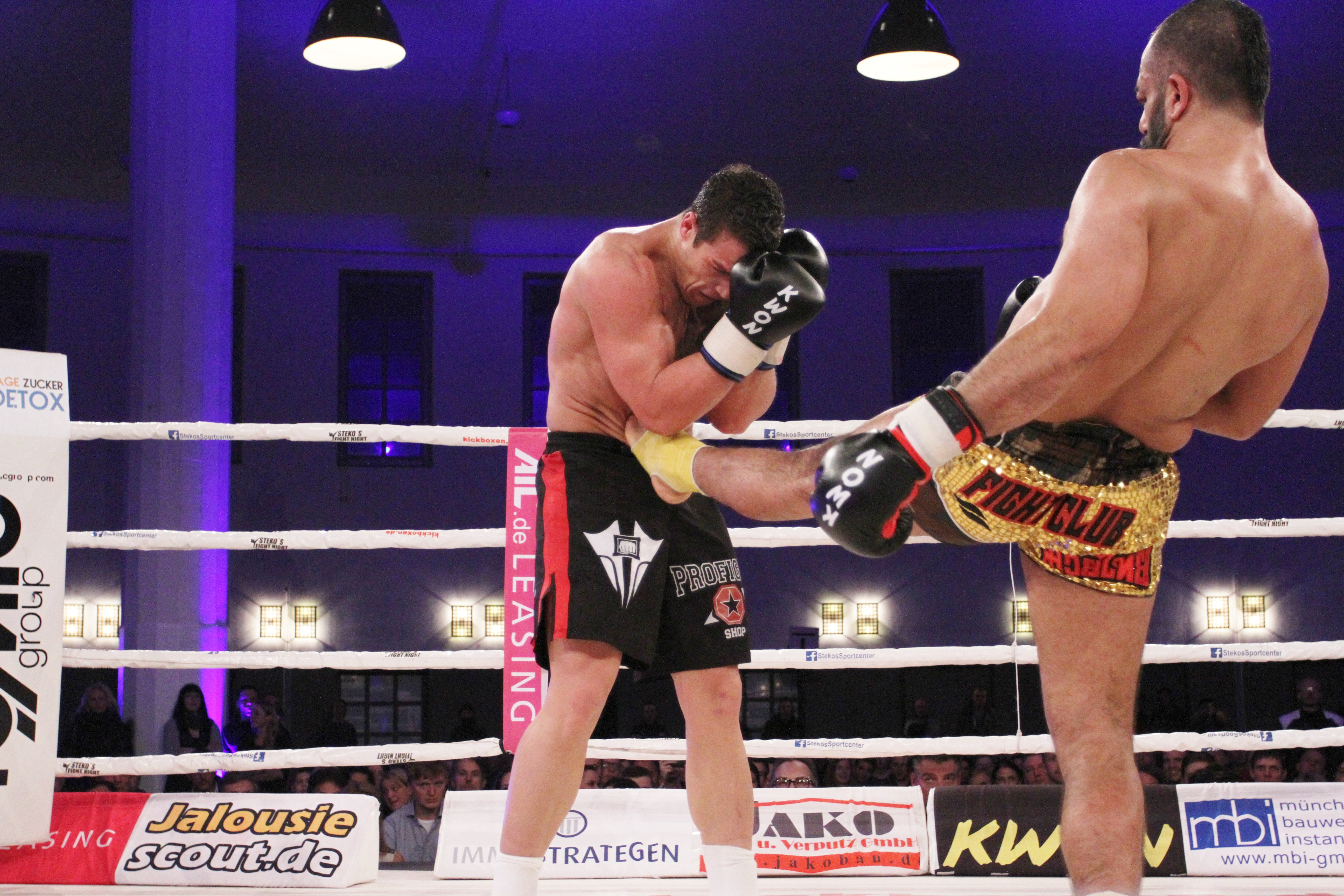
Vecchio vs. Topyürek 2016
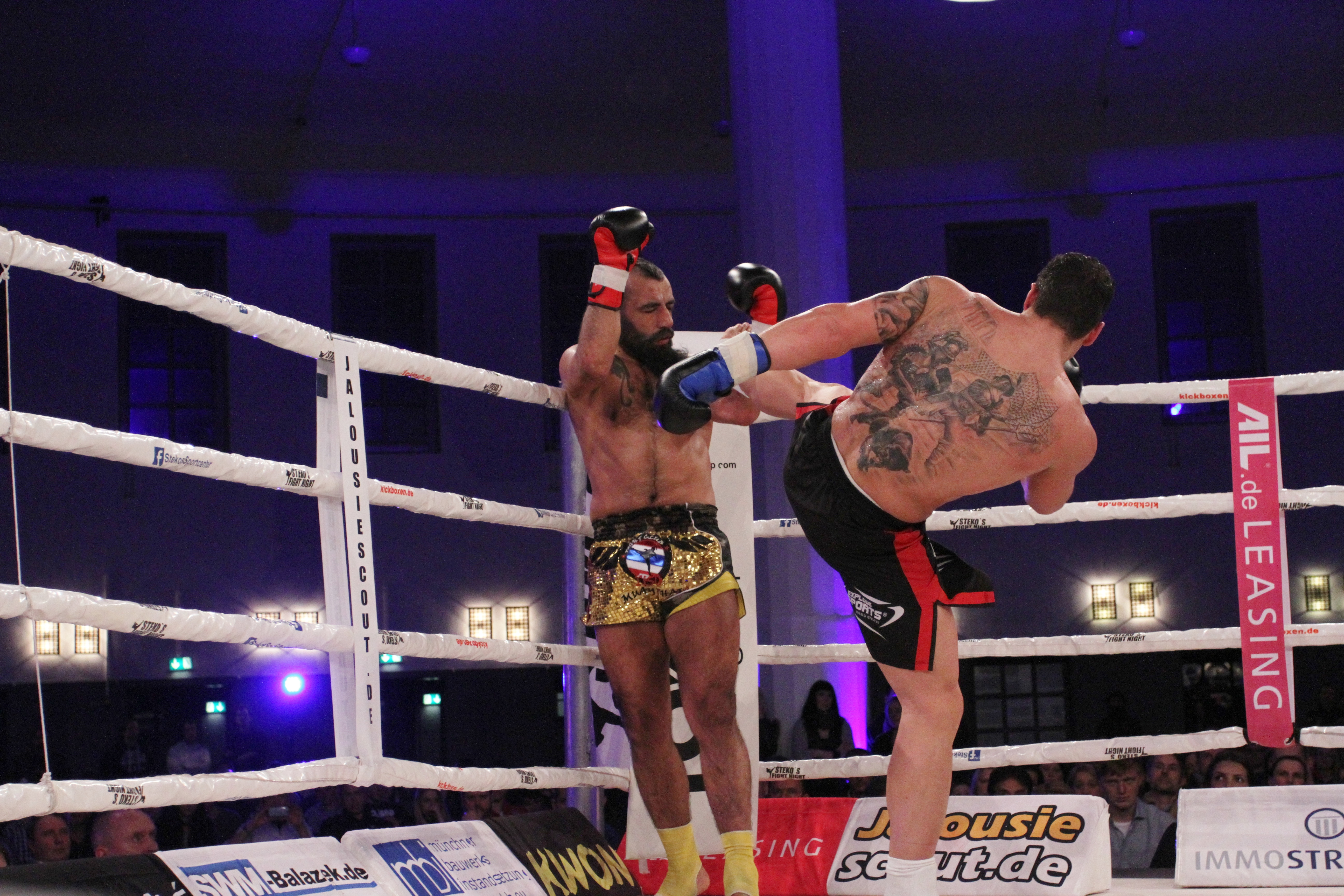
Vecchio vs. Topyürek 2016